# Lucy Walker
Lucy Walker, née en 1836 au Canada et morte le 10 septembre 1916 à Liverpool) est une alpiniste britannique, la première femme qui a atteint le sommet du Cervin. Elle est l'une des toutes premières grimpeuses au cours de l'âge d'or de l'alpinisme, période pendant laquelle la plupart des grands sommets des Alpes ont été gravis.

## Biographie
Lucy Walker, née en 1836, est la fille de Frank Walker (1808–1872), riche marchand de Liverpool, et la sœur de Horace Walker (1838-1908). En 1840, son père retourne à Liverpool en Angleterre pour y travailler dans l'industrie du plomb.
Elle découvre la montagne en famille avec son frère Horace qui, depuis 1854, étudie le français en Suisse et son père Frank Walker. En 1858, Lucy, Frank et Horace Walker se lancent dans l'alpinisme, sport récent où les Anglais occupent alors la première place. Au cours de cette année, la famille Walker visite le col du Théodule. L'année suivante, ils gravissent le Titlis, l'Oberaarjoch, le Tschingelpass et le col du Strahlegg. Accompagnée de son père Frank Walker et de son frère Horace Walker, tous deux membres de l'Alpine Club, elle grimpe ensuite chaque année dans les Alpes jusqu'en 1879 à l'exception de l'année 1872 (année de la mort de son père) et 1874 (quand son frère Horace part dans le Caucase).
En 1871, elle apprend que sa rivale Meta Brevoort, une alpiniste américaine, prépare une expédition au Cervin. Walker rassemble alors rapidement une cordée et devient le 22 juillet la première femme à vaincre le Cervin, ce qui la rend célèbre. La même année, elle réalise la quatrième ascension de l'Eiger.
Lucy Walker a réalisé 98 expéditions (parmi lesquels 28 sommets de plus de 4 000 m). On note en particulier : le mont Vélan en 1860, le Finsteraarhorn, le mont Rose et le mont Blanc en 1862, le Grand Combin, le Rimpfischhorn, le Balmhorn, l'Eiger et l'Aletschhorn en 1864, la Jungfrau et le Breithorn en 1865, le Weisshorn et le Dom des Mischabel en 1866, le Mönch et le Schreckhorn en 1867, le Liskamm en 1868, le Piz Bernina en 1869, l'aiguille Verte en 1870 et le Täschhorn en 1873. La plupart de ces ascensions ont été réalisées avec le guide suisse Melchior Anderegg.
À un peu plus de 40 ans, sa santé ne lui permettant plus de se lancer à l'assaut des hauts sommets, elle se tourne vers la randonnée tout en gardant un contact avec le milieu montagnard. En 1907, elle est une des fondatrices du Ladies' Alpine Club (en) et en devient sa seconde présidente de 1913 à 1915.
Elle décède le 10 septembre 1916, à l'âge de 80 ans.

## Première ascension
- 21 juillet 1864 : Balmhorn (Alpes bernoises) avec Frank Walker et Horace Walker et les guides Jakob et Melchior Anderegg.

## Hommage
Le 22 juillet 2021, une statue due au sculpteur bâlois Stefan Mesmer-Edelmann a été installée sur le Museumsplatz de Zermatt pour célébrer le 150e anniversaire de l'exploit de Lucy Walker au Cervin.